# Илие, Джулиан
Юлиан «Джулиан» Джорге Илие (рум. Iulian "Giulian" George Ilie; 16 июля 1977, Плоешти) — румынский боксёр-профессионал, выступающий в первой тяжёлой весовой категории. Владел титулом интернационального чемпиона МБФ, титулом интерконтинентального чемпиона МБФ, был претендентом на титул чемпиона мира по версии ВБФ.

## Биография
Джулиан Илие родился 16 июля 1977 года в городе Плоешти, жудец Прахова. Карьеру профессионального боксёра начал в июле 2004 года, когда провёл бой против словака Петера Гомолы, победив техническим нокаутом во втором раунде. В течение последующих месяцев одержал множество побед над многими противниками, в ноябре 2005 года боролся за вакантный титул чемпиона Восточной Европы и Центральной Азии в полутяжёлом весе по версии Международной боксёрской федерации (МБФ), но проиграл раздельным решением судей чеху Ладиславу Кутилю. За первым поражением сразу же последовало и второе, единогласным решением от венгра Томаса Поповича.
Несмотря на череду неудач, Илие через какое-то время вернулся на ринг, уверенно победив нескольких довольно крепких бойцов. В апреле 2010 года был претендентом на ничейный пояс чемпиона мира по версии Всемирной боксёрской федерации (ВБФ), однако после двенадцати раундов все трое судей отдали победу его сопернику, представителю Польши Давиду Костецкому. Тем не менее, вскоре Илие завоевал титул интернационального чемпиона МБФ в полутяжёлой весовой категории, победив по очкам итальянца Кристиана Дольдзанелли. В сентябре 2011 года взял вакантный пояс интерконтинентального чемпиона МБФ, но при первой же защите проиграл его поляку Павлу Колодзею.
В июле 2012 года Илие потерпел ещё одно поражение, в бою против швейцарского албанца Нури Сефери один судья показал ничью, тогда как двое других склонились не в пользу румына. Далее, после двух побед над не самыми сильными противниками, Джулиан Илие бился с российским проспектом Рахимом Чахкиевым и проиграл ему нокаутом в десятом раунде. В настоящее время остаётся действующим профессиональным боксёром, работает в сотрудничестве с немецким менеджером Октаем Уркалом. Всего в профессиональном боксе провёл 38 боёв, из них 21 окончил победой (в том числе 7 досрочно), 15 раз проиграл, в двух случаях была зафиксирована ничья.